# Död robot
Död robot (originaltitel The Robots of Dawn) är en roman av Isaac Asimov från 1983. Boken utkom i svensk översättning av Uno Palmström och Peter Stewart 1985. Boken är en fristående fortsättning på Stålgrottorna och Den nakna solen och har liksom dem detektiven Elijah Baley i huvudrollen.

## Handling
Ett mord har skett på planeten Aurora, men det är ett mycket speciellt mord, nämligen på en robot. Roboten är heller inte vilken som helst utan en av två humanoida robotar. Eftersom Aurora är en av flera världar där brott aldrig sker, finns det bara en sak att göra, nämligen att tillkalla en polis från jorden, Elijah Baley. Till sin hjälp får han liksom i de tidigare böckerna Daneel, den andra humanoida roboten. Till hans hjälp finns även änkan Gladia som i Den nakna solen fick hjälp av Elijah Baley när hennes man mördats. Dessutom hjälper även roboten Giskard till, en till synes lägre utvecklad robot än Daneel.